# Finska mästerskapet i bandy 1953
Finska mästerskapet i bandy 1953 avgjordes genom en enda serie. Oulun Palloseura vann mästerskapet.

## Mästerskapsserien

### Slutställning
| Lag                   | Spelade | Vinster | Oavgjorda | Förluster | Målskillnad | Poäng |
| --------------------- | ------- | ------- | --------- | --------- | ----------- | ----- |
| OPS                   | 9       | 8       | 0         | 1         | 49–18       | 16    |
| Lappeenrannan Veiterä | 9       | 7       | 2         | 0         | 41–16       | 16    |
| Warkauden Pallo -35   | 9       | 5       | 2         | 2         | 47–14       | 12    |
| Viipurin Reipas       | 9       | 6       | 0         | 3         | 33–21       | 12    |
| IFK Vasa              | 9       | 4       | 0         | 5         | 25–35       | 8     |
| Joensuun Maila-Pojat  | 9       | 3       | 1         | 5         | 30–35       | 7     |
| Borgå Akilles         | 9       | 3       | 0         | 6         | 21–44       | 6     |
| HJK                   | 9       | 2       | 1         | 6         | 17–31       | 5     |
| IFK Helsingfors       | 9       | 2       | 1         | 6         | 15–48       | 5     |
| Seinäjoen Palloseura  | 9       | 1       | 1         | 7         | 15–31       | 3     |

### Matcher
| Lag                   | OPS | LV  | WP35 | Reipas | VIFK | JMP | BA   | HJK | HIFK | SePS |
| --------------------- | --- | --- | ---- | ------ | ---- | --- | ---- | --- | ---- | ---- |
| OPS                   |     |     | 3-1  | 5-3    |      |     | 10-1 | 9-2 |      |      |
| Lappeenrannan Veiterä | 5-2 |     |      |        | 6-4  |     | 5-1  |     | 8-1  | 2-2  |
| Warkauden Pallo -35   |     | 3-3 |      | 5-0    |      |     | 9-0  |     | 13-1 | 7-0  |
| Viipurin Reipas       |     | 0-3 |      |        | 4-2  | 7-3 |      | 3-1 |      |      |
| IFK Vasa              | 1-7 |     | 1-4  |        |      |     |      | 3-2 | 3-0  | 3-2  |
| Joensuun Maila-Pojat  | 1-3 | 2-5 | 4-4  |        | 7-3  |     |      |     | 3-2  |      |
| Borgå Akilles         |     |     |      | 1-5    | 3-5  | 5-4 |      | 5-2 |      | 3-1  |
| HJK                   |     | 1-4 | 2-1  |        |      | 1-3 |      |     | 2-2  |      |
| IFK Helsingfors       | 3-6 |     |      | 0-9    |      |     | 3-2  |     |      | 3-2  |
| Seinäjoen Palloseura  | 1-4 |     |      | 1-2    |      | 5-3 |      | 1-4 |      |      |

I skiljematchen vann OPS mästerskapet efter seger mot Veiterän med 3–2. I en nedflyttningsmatch möttes HJK-HIFK, där HJK vann med 7–4. Upp från  Finlandsserien kom OLS och Käpylän Urheilu-Veikot., medan HIFK och SePS åkte ur.

## Finska mästarna
OPS: Pentti Veromaa, Erkki Hedman, Veijo Sohlo, Juhani Turpeenniemi, Pauli Heiskanen, Reino Arvola, Heikki Ollikainen, Teuvo Teivainen, Seppo Alatalo, Veikko Allinen, Alpo Aho, Timo Lampinen, Pekka Otsamo, valmentaja: Veikko Sohlo.

## AIF-mästerskapet
AIF-mästerskapet spelades i två pooler. Den östra bestod av sex lag, den västra av sju.
Match om tredje pris
| Lag 1         | Resultat | Lag 2         |
| ------------- | -------- | ------------- |
| Turun Pyrkivä | 4–1      | Imatran Pallo |

Final
| Lag 1                     | Resultat | Lag 2                          |
| ------------------------- | -------- | ------------------------------ |
| Oulun Työväen Palloilijat | 8–0      | Savonlinnan Työväen Palloseura |

## Match mellan förbundsmästarna (FBF-AIF)
| Lag 1 | Resultat | Lag 2                     |
| ----- | -------- | ------------------------- |
| OPS   | 4–0      | Oulun Työväen Palloilijat |